# ملتهمة الحمض المعتدلة
ملتهمة الحمض المعتدلة (الاسم العلمي: Acidovorax temperans) هي نوع من البكتيريا، سلبية الغرام، تتبع جنس ملتهمة الحمض.